# 칼리 스콧 콜린스
칼리 스콧 콜린스(Karley Scott Collins, 1999년 2월 14일 ~ )는 미국의 배우이다.

## 출연 작품
- 앤서 투 낫씽 (2011)
- 아미쉬 그레이스 (2010)
- 부그와 엘리엇 3 (2010)
- 레터스 투 갓 (2010)
- 콜렉터 (2009)
- 펄스 3 (2008)
- 펄스 2 - 애프터라이프 (2008)
- 어뮤즈먼트 (2008)
- 섹시한 미녀는 괴로워 (2008)
- 클래스 (2006)